# Eiermarkt (Braunschweig)
Der Eiermarkt ist eine Straße in Braunschweig. Sie gehört zum ältesten Teil des Weichbildes Altstadt. 

## Geschichte

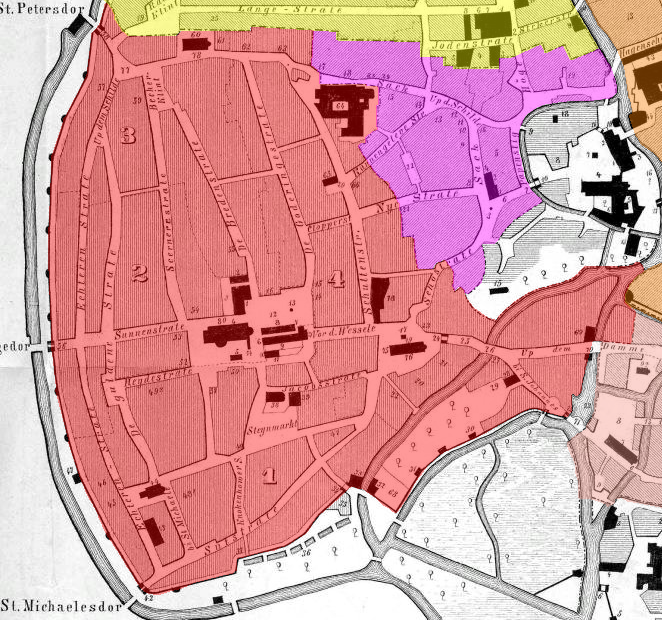
Karte der Altstadt um 1400 mit Steynmarkt, spätere Darstellung

Stadtplan von Albrecht Heinrich Carl Conradi von ca. 1755 mit L-förmig verlaufendem Eyer Marckt bzw. Eier Marckt

Das Gebiet um den Eiermarkt zählt zu den ersten Siedlungskernen Braunschweigs. Auf einer Erhöhung im sumpfigen Gelände eines Okerübergangs entstand ein Rastplatz, später ein Wohnort der Kaufleute. Vermutlich befand sich der Eiermarkt nahe alter Heer- und Handelsstraßen, die durch die Stadt führten, wie die Breite Straße, Hutfiltern, Kaiserstraße, Reichsstraße und der Kohlmarkt. Das älteste erhaltene Gebäude der Straße und vermutlich die älteste Kirche Braunschweigs ist die Jakobskirche. Daneben befindet sich eine um 1250 entstandene Kemenate, die zu den ältesten erhaltenen Profanbauten der Stadt gehört. Das Grundstück an der Ecke Eiermarkt/Petersilienstraße gehörte lange der Sankt-Jakobi-Kirchengemeinde; schon 1346 wurde das dortige Haus als sunte Jacoppes wedeme („Pfarrlehen von Sankt Jakob“) bezeichnet. Später wurde es als zweites Predigerhaus der Sankt-Martini-Gemeinde genutzt.
Eine etwa das Jahr 1400 beschreibende, historische Karte zeigt im Süden des heutigen Eiermarkts den Steynmarkt, einen annähernd quadratischen Platz. Nach anderen Untersuchungen befand sich dort aber kein Platz. Der Name „Eiermarkt“ wurde erstmals 1479 erwähnt. Bis zu diesem Zeitpunkt wurde das Gebiet zum Steinmarkt dazugerechnet. Vermutlich wurden dort ländliche Erzeugnisse verkauft. Gegenüber lag an der Ecke der Straße Garküche die „Ratsapotheke“, die seit 1476 belegt ist und später auch als „Große Apotheke“ oder „Martini-Apotheke“ bezeichnet wurde. Eine Karte von 1755 zeigt den Eyer Marckt bzw. den Eier Marckt als L-förmige Straße, wobei der zweite Abschnitt die Lage der heutigen Steinstraße einnimmt. 1765 wurde im Haus Jacobstraße 3 die „Herzogliche Leihhausanstalt“ eingerichtet, die als erste deutsche Bank gilt. Teil dieses Gebäudes war die Kemenate, die heute zum Eiermarkt gehört. 1765 wurde an der Südostecke ein Wohnhaus im Stil des Rokoko errichtet. Es war ein zweigeschossiger Fachwerkbau, dessen Eingang sich in der abgerundeten Südwestecke am Südende des Eiermarkts befand. Es wurde als Leihhaus und später bis zu seiner Zerstörung im Zweiten Weltkrieg als Verwaltungssitz des damaligen Landkreises Braunschweig genutzt. An der Nordwestecke wurde 1793 bis 1798 von Christian Gottlob Langwagen das spätbarock-frühklassizistische „Landschaftliche Haus“ errichtet. 
Durch Bombardierungen während des Zweiten Weltkriegs wurden fast alle Gebäude am Eiermarkt zerstört. Das Gebiet lag anschließend lange brach; lediglich archäologische Untersuchungen wurden durchgeführt. Im nördlichen Teil des Hauses Eiermarkt 1 befanden sich auch nach dem Zweiten Weltkrieg noch die „Martini-Apotheke“ und im südlichen Teil bis 1958 die Buchhandlung Graff. In den 1950er Jahren wurde anstelle des zerstörten Kreisverwaltungsgebäudes ein neues Gebäude errichtet, das bis zur Auflösung des Landkreises Anfang der 1970er Jahre die Verwaltung aufnahm. Heute nutzt es die Stadt Braunschweig als Verwaltungsgebäude. Teilweise begann der Wiederaufbau erst in den 1970er bis 1990er Jahren.
Das Landschaftliche Haus wurde ab 1990 in etwas vereinfachter Form wiederaufgebaut. Den größten Teil der Westseite des Eiermarkts nimmt seither ein Neubau ein. Zusammen mit einem ehemaligen Bürgerhaus unmittelbar südlich des Landschaftlichen Hauses dient der Komplex aus Landschaftlichem Haus und Neubau seither als Amtsgericht der Stadt und der Gemeinden Vechelde und Wendeburg. Besonderer Wert wurde beim Wiederaufbau auf die Erhaltung der historischen Straßenlage, der Sichtbeziehungen und der Anzahl der Geschosse gelegt. Der Westteil der ehemaligen Jacobstraße, die zum Kohlmarkt führte, wurde nurmehr als Zugang zur „Jakob-Kemenate“ eingerichtet. Bei deren Wiederaufbau wurde eine Synthese aus historischen und avantgardistischen Architekturmotiven gewählt. Die Jakob-Kemenate wurde 2006 eingeweiht.

## Anlage und Verkehr
Der Eiermarkt verläuft annähernd von Nord nach Süd, mit einem leichten Knick im nördlichen Abschnitt. Er dient überwiegend dem Anliegerverkehr und ist nicht begrünt. Am Südende befindet sich zur Steinstraße hin eine kleine Erweiterung des Straßenraumes. Durch Kopfsteinpflaster und Laternen im Stil des 19. Jahrhunderts erhielt die Straße einen Teil ihres früheren Gepräges zurück. Auf beiden Seiten der Straße befinden sich Bürgersteige. Nördlich liegt der Platz An der Martinikirche, der gelegentlich als „Eiermarkt“ bezeichnet wird. Am Südende setzt sich der Eiermarkt in der versetzt liegenden Straße Alte Knochenhauerstraße fort. 

## Bauwerke

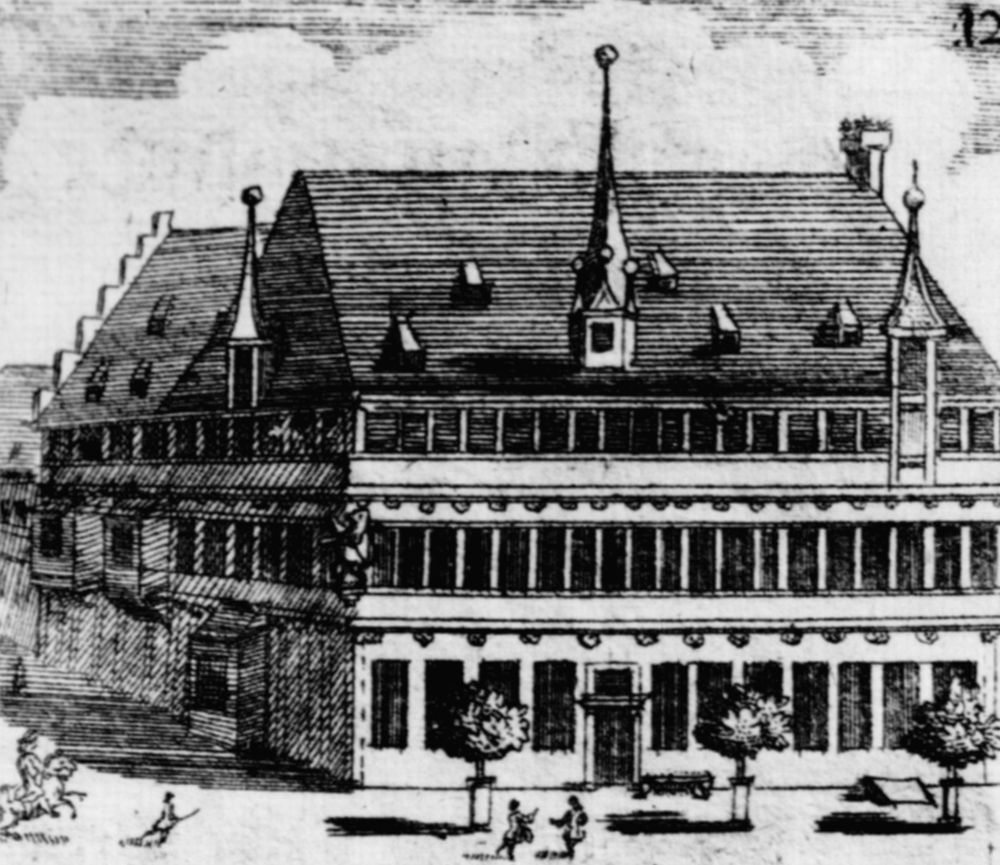
Die Rats-Apotheke (Darstellung von 1717)
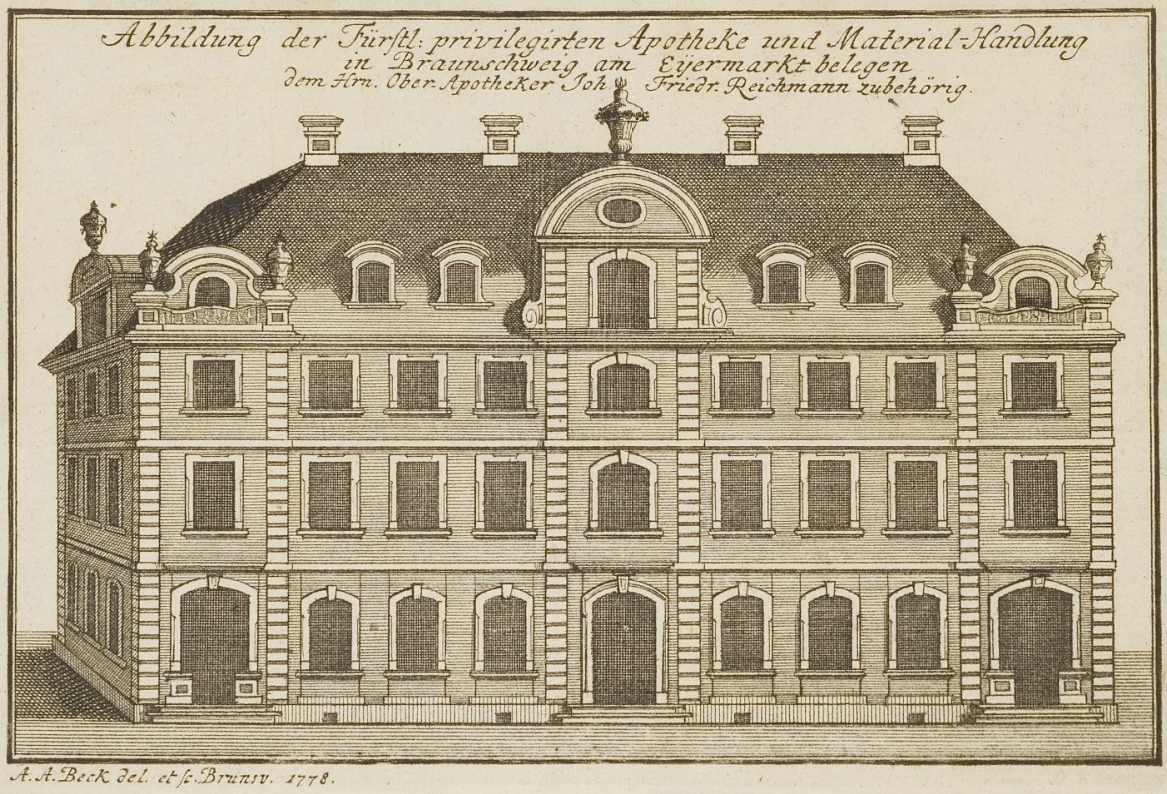
Martini-Apotheke (Kupferstich von 1778)
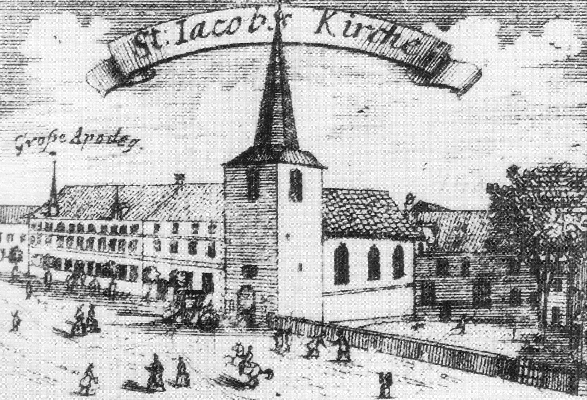
Jakobskirche (Darstellung von 1711)
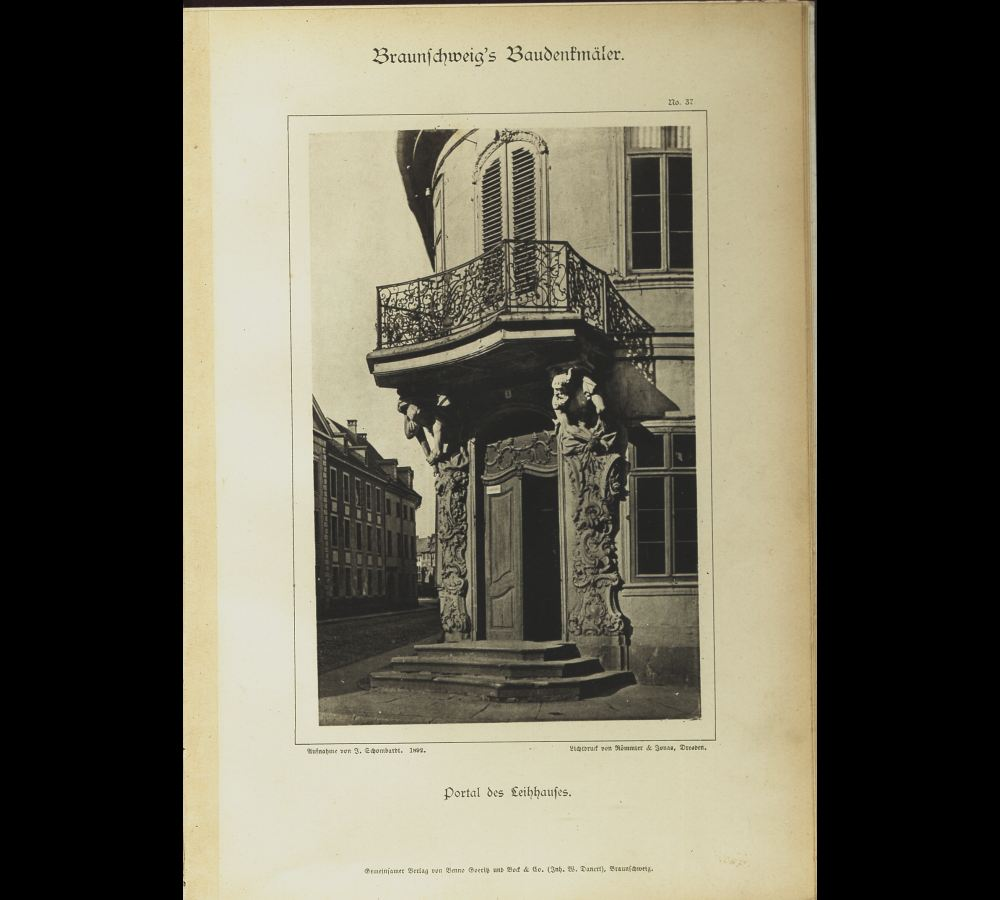
Leihhaus an der Ecke Eiermarkt/Steinstraße (1892)

Eiermarkt 1Das viergeschossige, verputzte und weiß gestrichene Haus an der Ecke zur Garküche wird zu Wohnzwecken und für Praxen genutzt.
Eiermarkt 1ADie 2006 eröffnete jakob-kemenate (Eigenschreibweise) dient kulturellen Zwecken, etwa Kunstausstellungen.
Eiermarkt 2Die aus Sandstein bestehende Westwand der turmlosen Jakobskirche grenzt an den Eiermarkt. Sie wird als Gemeinderaum der evangelischen Kirchengemeinde St. Martini genutzt.
Eiermarkt 3Im Haus Eiermarkt 3 befindet sich das Büro der Gemeinde Sankt Martini. Das Haus mit seiner modern gegliederten Fassade setzt sich von historischen Baustilen ab.
Eiermarkt 4–5Das Haus an der Ecke Eiermarkt/Steinstraße ist ein Komplex aus einem modernen Gebäude mit Sargdeckeldach im Eiermarkt und einem an der Steinstraße liegenden Haus mit Walmdach. Hier befindet sich der Fachbereich Kinder, Jugend und Familie der Stadt Braunschweig mit dem Amt für Ausbildungsförderung.
An der Martinikirche 8Im Neubau des Landschaftlichen Haus befindet sich der Eingang zum Amtsgericht. Nur der Portikus am Platz An der Martinikirche stammt vom Vorgängerbau. Ein früheres Bürgerhaus, das ebenfalls zum Amtsgericht gehören, liegt in südlicher Richtung im Eiermarkt. Es wurde ebenfalls nach dem Krieg wieder aufgebaut.
Der Neubau des Amtsgerichts nimmt mit seiner Ostfassade einen großen Teil des Eiermarktes ein. Im Süden grenzt er an die Petersilienstraße, im Westen an die Turnierstraße. Die Fassade ist mit regelmäßig wiederkehrenden Fenstern und Sandstein-Lisenen gegliedert; den Abschluss nach oben bildet ein angedeutetes Ziegeldach mit Dachgauben. Im Kellergeschoss befindet sich eine Tiefgarage.
Eiermarkt 8Das ehemalige Bürgerhaus ist das einzige Haus auf der Westseite, das nicht zum Amtsgericht gehört. Es dient als Wohnhaus.

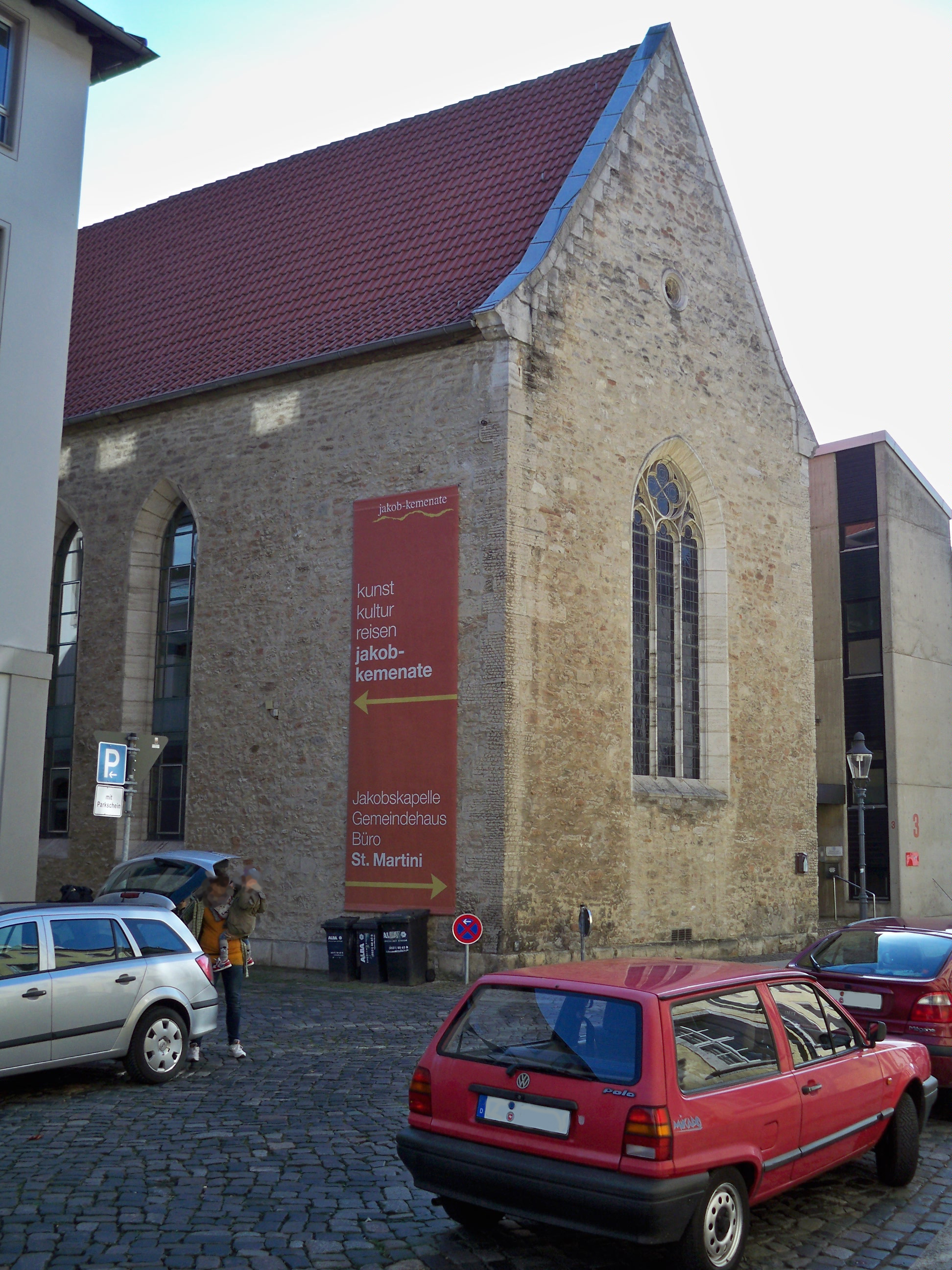
Die Jakobskirche
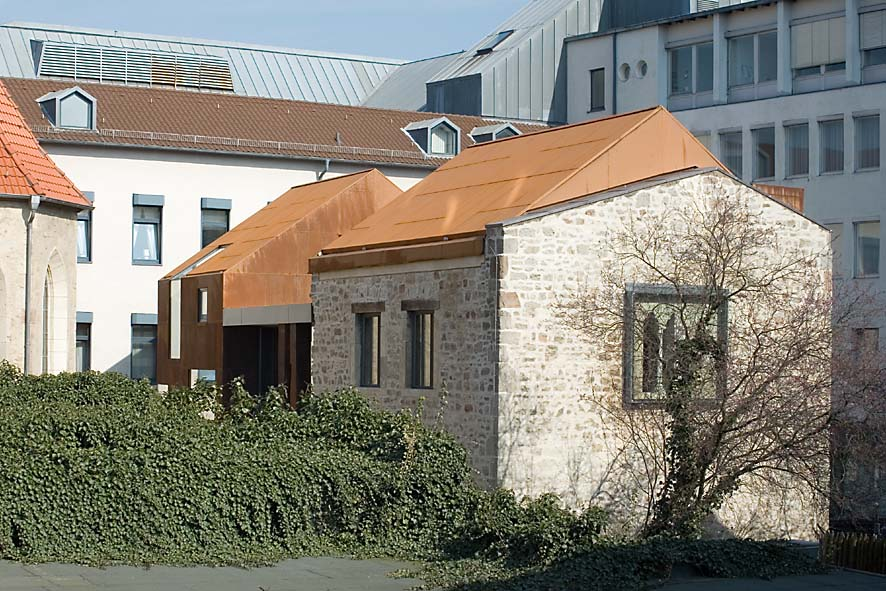
Die Jakob-Kemenate, ganz links die Jakobskirche
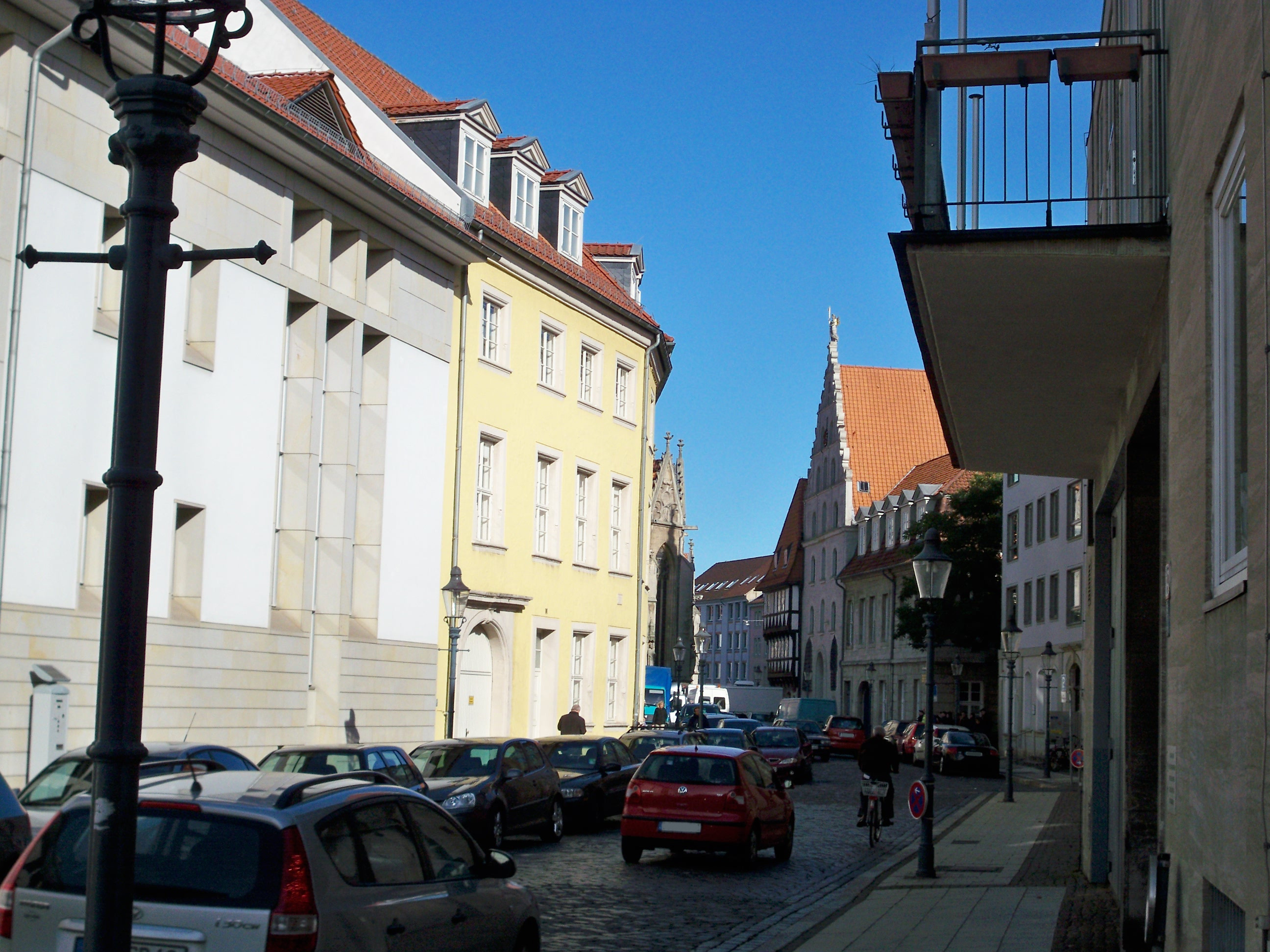
Blick nach Norden, links die Fassade des Neubaus des Amtsgerichts

## Sonstiges
Das „Parkhaus Eiermarkt“ liegt westlich des Eiermarkts zwischen der Güldenstraße, Heydenstraße, Turnierstraße und Petersilienstraße.

## Literatur

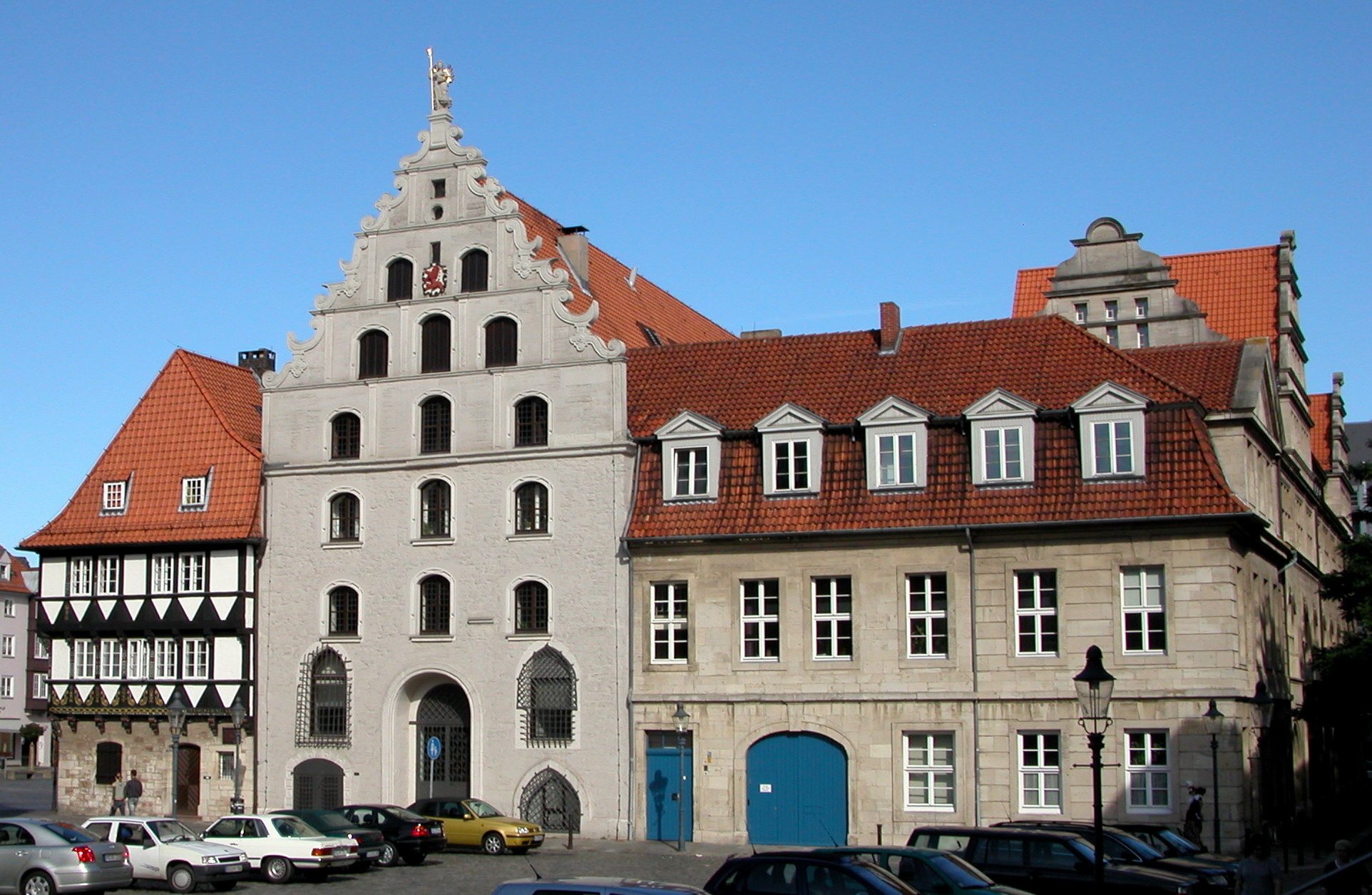
Ostseite der Straße „An der Martinikirche“. Von links nach rechts: Ehemaliges Rüninger Zollhaus, Westfassade des Gewandhauses, ehemaliges Haus des Opfermanns der Martinikirche; am rechten Bildrand schließt sich der Eiermarkt an.